# High School Mercenary
 (juin 2025).
Si vous disposez d'ouvrages ou d'articles de référence ou si vous connaissez des sites web de qualité traitant du thème abordé ici, merci de compléter l'article en donnant les références utiles à sa vérifiabilité et en les liant à la section « Notes et références ».
 (juin 2025).
Motif : Manque de sources secondaires
- Archive Wikiwix
- Bing
- Cairn
- DuckDuckGo
- E. Universalis
- Gallica
- Google
- G. Books
- G. News
- G. Scholar
- Persée
- Qwant
- (zh) Baidu
- (ru) Yandex
- (wd) trouver des œuvres sur Wikidata

| 1. | Préciser le motif de la pose du bandeau. | Précisez le motif de la pose du bandeau en utilisant la syntaxe suivante : {{admissibilité à vérifier\|date=août 2025\|motif=remplacez ce texte par le motif}}                             |
| 2. | Informer les utilisateurs concernés.     | Pensez à avertir le créateur de l'article, par exemple, en insérant le code ci-dessous sur sa page de discussion : {{subst:avertissement admissibilité à vérifier\|High School Mercenary}} |

High School Mercenary est un webtoon coréen écrit par YC et illustré par Rak Hyun,. C'est un Manwha d’action et de suspense qui suit les péripéties d’Ijin, un mercenaire d’enfance revenu vivre une vie normale de lycéen,.
Le webtoon est edité en ligne chez Naver depuis le 20 novembre 2007 en coréen. Il est publié sur la plateforme Webtoon en français depuis le 13 avril 2021 et est toujours en cours actuellement,.
High School Mercenary est resté en tête du classement de LINE Manga pendant deux années consécutives (2023 et 2024).

## Résumé
Après avoir survécu à un crash d’avion dans son enfance, Ijin Yoo, amnésique, est forcé de devenir mercenaire pour survivre dans une zone de guerre. Pendant dix ans, il évolue dans un monde brutal, loin de toute vie normale. Mais un jour, après une mission, il retrouve  la mémoire. Il décide alors de retourner en Corée pour reprendre une vie ordinaire auprès de sa sœur et son grand-père et intégrer le lycée.
Cependant, Ijin découvre vite que le monde civilisé a ses propres formes de violence : harcèlement scolaire, manipulation, injustice. Face à ces nouveaux conflits, il applique ses compétences d’ancien soldat dans un environnement bien différent du champ de bataille.

## Fiche technique
- Titre original :  Iphagyongbyeong / 입학용병
- Titre international : High School Mercenary
- Origine : Corée du Sud
- Date de sortie Coréen : 7 novembre 2020[6]
- Date de sortie France : 13 avril 2021[3]
- Type :  Manhwa
- Plateforme de diffusion:  Webtoon, Naver
- Genres : Action - Guerre
- Thèmes : Combats - School Life - Humour[8]
- Scénariste : YC[1]
- Dessinateur :  Rak Hyun[3]
- Éditeur VO :  Naver[6]
- Éditeur VF :  Michel Lafon
- Nb chapitres VO : 239  (En cours)
- Nb chapitres VF :226 (En cours)[10]
- Nb de lecture : 90.5 million[3]

## Edition physique
High School Mercenary a été publié en France par Michel Lafon a partir du 19 octobre 2023, dans leur collection en collaboration avec la plateforme Webtoon appeler Sikku x Webtoon. Depuis cette date, 8 tomes sont disponibles en librairie et en ligne en France. Un 9eme tome est prévue pour septembre 2025.
À ce jour, aucun chiffre de vente officiel n’a été communiqué concernant la version papier en France.
| tome | Date de parution          | page | ISBN          |
| ---- | ------------------------- | ---- | ------------- |
| 1    | 19/10/2023                | 304  | 9782749956091 |
| 2    | 11/09/2024                | 295  | 9782749956107 |
| 3    | 18/01/2024                | 304  | 9782749957029 |
| 4    | 18/04/2024                | 304  | 9782749957081 |
| 5    | 04/07/2024                | 304  | 9782749957098 |
| 6    | 10/10/2024                | 304  | 9782749957104 |
| 7    | 06/01/2025                | 304  | 9782749960203 |
| 8    | 05/05/2025                | 272  | 9782749961651 |
| 9    | 11/09/2025 ( a paraitre ) |      | 9782749962160 |

## Pop Up de tokyo
Un pop-up store consacré au webtoon High School Mercenary (입학용병) a ouvert ses portes en février 2025 dans le quartier de Shibuya, à Tokyo. L'événement, organisé par le distributeur japonais LINE Manga, visait à célébrer le succès du titre, qui a atteint plus de 700 millions de lectures sur la plateforme au Japon.

## Référence
1. 1 2  YC (lire en ligne)
2. ↑  Hyun (lire en ligne)
3. 1 2 3 4 5  « High School Mercenary », sur www.webtoons.com (consulté le 24 juin 2025)
4. ↑  YC et Rak Hyun, High school mercenary, Michel Lafon, 2024 (ISBN 978-2-7499-5702-9)
5. 1 2 3  « "네이버웹툰 이 정도였어?"...'입학용병' 日 팝업 가보니 », sur 다음 - 지디넷코리아 (consulté le 28 juin 2025)
6. 1 2 3  (ko-Hani) « Naver 입학용병 »
7. ↑  (ko-Hani) « 입학용병 » , sur www.webtoonguide.com,‎ 2020 (consulté le 2025)
8. 1 2  (en) Teenage Mercenary, 7 novembre 2020 (lire en ligne)
9. ↑  YC et Rak Hyun, High school mercenary, Michel Lafon, 2023 (ISBN 978-2-7499-5609-1)
10. ↑  (ko) 이나연 기자, « 네이버웹툰 ‘입학용병’, 日 독자도 홀렸다…연거래 10억엔 돌파 », sur 디지털데일리,‎ 24 janvier 2024 (consulté le 28 juin 2025)
11. ↑  « Collection Sikku / Webtoon », sur manga-news.com (consulté le 24 juin 2025)
12. ↑  Rak Hyun, High school mercenary ,  001, Michel Lafon, coll. « High school mercenary », 2023 (ISBN 978-2-7499-5609-1, lire en ligne)
13. ↑  YC et Rak Hyun, High school mercenary, Michel Lafon, 2023 (ISBN 978-2-7499-5609-1)
14. ↑  Rak Hyun, High school mercenary ,  002, Michel Lafon, coll. « High school mercenary », 2023 (ISBN 978-2-7499-5610-7, lire en ligne)
15. ↑  YC et Rak Hyun, High school mercenary, Michel Lafon, 2023 (ISBN 978-2-7499-5610-7)
16. ↑  Rak Hyun, High school mercenary ,  003, Michel Lafon, coll. « High school mercenary », 2024 (ISBN 978-2-7499-5702-9, lire en ligne)
17. ↑  YC et Rak Hyun, High school mercenary, Michel Lafon, 2024 (ISBN 978-2-7499-5702-9)
18. ↑  Rak Hyun, High school mercenary ,  004, Michel Lafon, coll. « High school mercenary », 2024 (ISBN 978-2-7499-5708-1, lire en ligne)
19. ↑  YC et Rak Hyun, High school mercenary, Michel Lafon, 2024 (ISBN 978-2-7499-5708-1)
20. ↑  Rak Hyun, High school mercenary ,  005, Michel Lafon, coll. « High school mercenary », 2024 (ISBN 978-2-7499-5709-8, lire en ligne)
21. ↑  YC et Rak Hyun, High school mercenary, Michel Lafon, 2024 (ISBN 978-2-7499-5709-8)
22. ↑  Rak Hyun, High school mercenary ,  006, Michel Lafon, coll. « High school mercenary », 2024 (ISBN 978-2-7499-5710-4, lire en ligne)
23. ↑  YC et Rak Hyun, High school mercenary, Michel Lafon, 2024 (ISBN 978-2-7499-5710-4)
24. ↑  Rak Hyun, High school mercenary ,  007, Michel Lafon, coll. « High school mercenary », 2025 (ISBN 978-2-7499-6020-3, lire en ligne)
25. ↑  YC et Rak Hyun, High school mercenary, Michel Lafon, 2025 (ISBN 978-2-7499-6020-3)